# Arduino Sigarini
Arduino Sigarini (Cannara, 8 gennaio 1949) è un ex calciatore italiano, di ruolo centrocampista.

## Carriera
Cresce nel Milan, con cui vince il Campionato De Martino nel 1966-1967. Nel 1968 passa alla Triestina dove gioca due campionati di Serie C e poi al Trento, ancora in terza serie.
Nel 1972 viene acquistato dal Bari, con cui gioca complessivamente tre stagioni in Serie B (disputando 82 gare e segnando 8 reti tra i cadetti) e tre in Serie C, con una retrocessione al termine del campionato di Serie B 1973-1974 ed una promozione in B ottenuta nel campionato di Serie C 1976-1977.
Terminata l'esperienza pugliese, continua a calcare i campi della Serie C con Benevento, Anconitana e Osimana, dove conclude la carriera nel 1983.

## Palmarès

### Club

#### Competizioni nazionali
- Campionato italiano: 1

Milan: 1967-1968
- Serie C: 1

Bari: 1976-1977 (girone C)

#### Competizioni internazionali
- Coppa delle Coppe: 1

Milan: 1967-1968